# シンドゥドゥルグ城

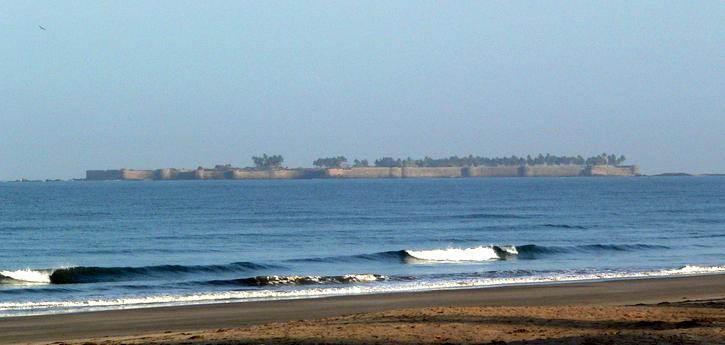
シンドゥドゥルグ城

シンドゥドゥルグ城（マラーティー語：सिंधुदुर्ग किल्ला、Sindhudurg Fort）は、インドのマハーラーシュトラ州、シンドゥドゥルグ県の都市マールヴァンに存在する城。

## 歴史
1656年、マラーターの指導者シヴァージーによって建設された。建設に当たったのは部下のHiroji Indulkarである。

## 地理
ムンバイの南450キロメートル (280 mi)の地点に存在している。また、アラビア海に面している。

## ギャラリー

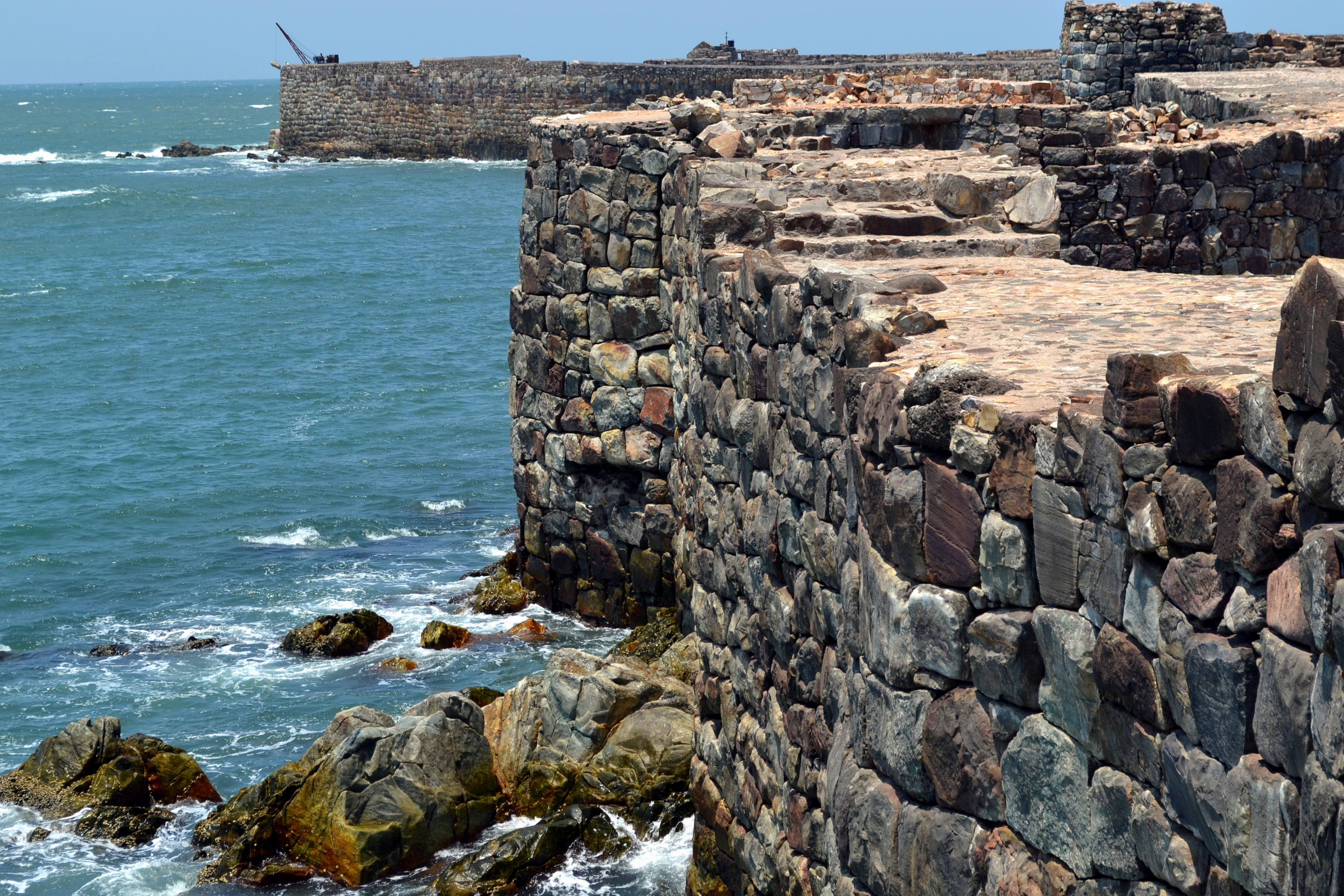
城の城壁
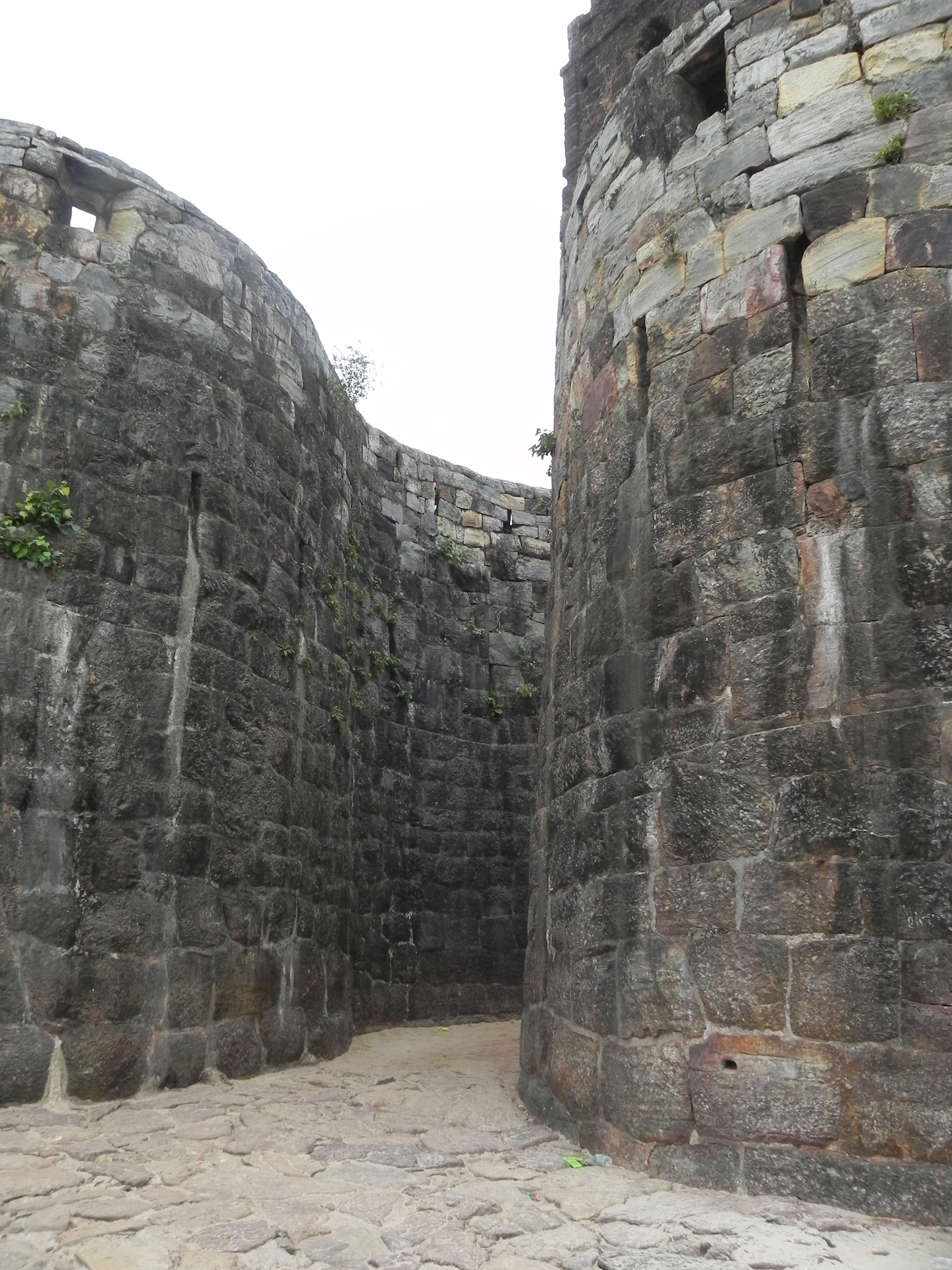
砦に隠されたメインの入り口
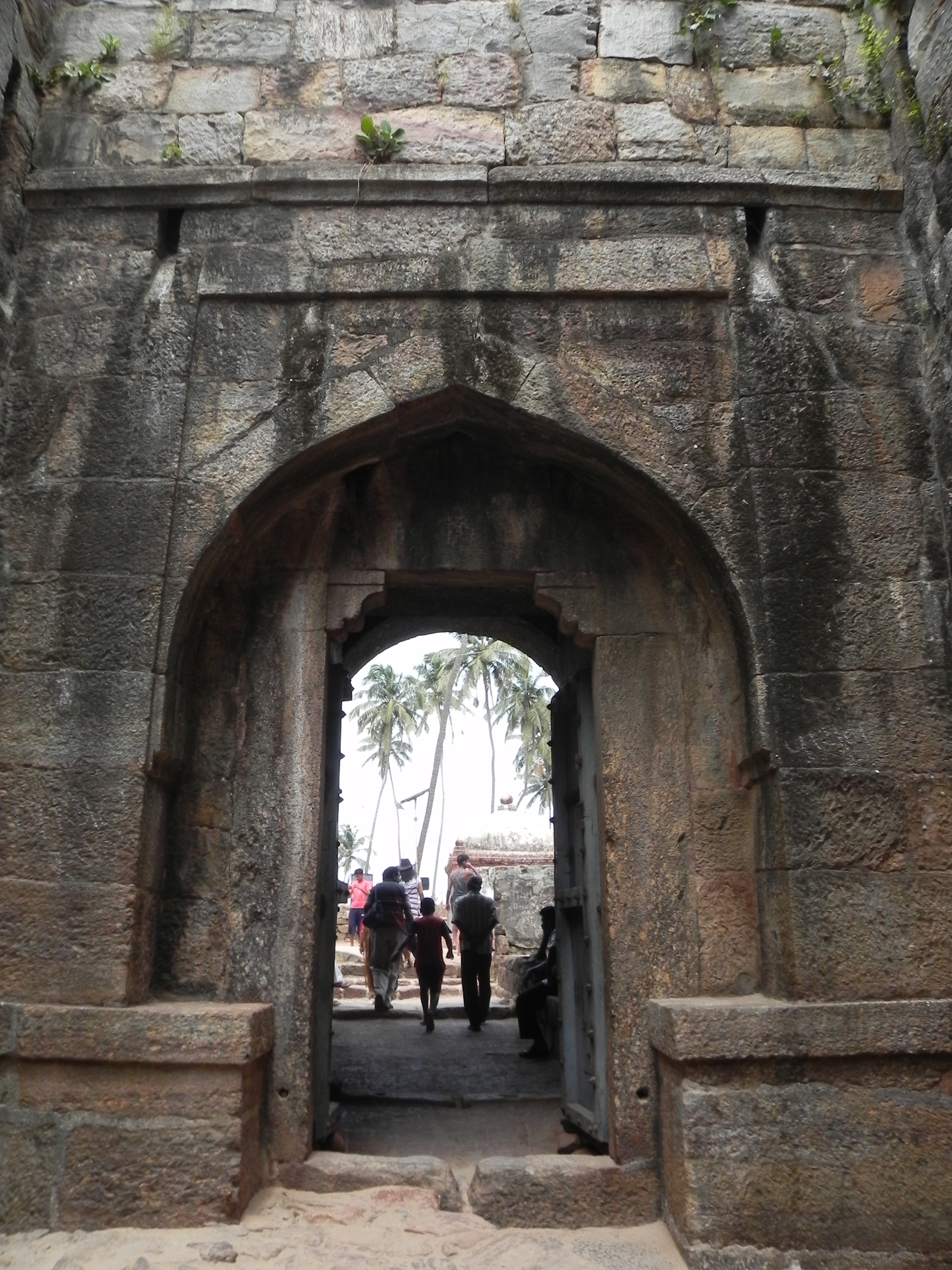
砦に入るメインの入り口